# Tadeusz Kwaśniewski
Tadeusz Kwaśniewski (ur. 11 lipca 1913 w Pruchniku, zm. 20 czerwca 1999 w Poznaniu) – polski działacz polityczny, wiceprzewodniczący prezydium Wojewódzkiej Rady Narodowej w Poznaniu (1950–1969), poseł na Sejm PRL V i VI kadencji (1969–1976).

## Życiorys
Ukończył studia na Wydziale Prawno-Ekonomicznym Uniwersytetu Poznańskiego. Wziął udział w wojnie obronnej Polski w 1939.
Po 1945 pracował i działał w Poznaniu (m.in. w Urzędzie Wojewódzkim). W 1947 znalazł się w szeregach Stronnictwa Demokratycznego. W latach 1950–1969 sprawował funkcję wiceprzewodniczącego prezydium Wojewódzkiej Rady Narodowej z ramienia SD. Od 1957 do 1969 zasiadał w Wojewódzkim Komitecie Frontu Jedności Narodu, którego był wiceprzewodniczącym. W styczniu 1970 został przewodniczącym Zarządu Wojewódzkiego Towarzystwa Przyjaźni Polsko-Radzieckiej w Poznaniu.
W 1969 wybrany na posła do Sejmu V kadencji w okręgu Leszno. Zasiadał w Komisjach: Budownictwa i Gospodarki Komunalnej, Pracy i Spraw Socjalnych oraz Drobnej Wytwórczości, Spółdzielczości Pracy i Rzemiosła. W 1972 ponownie znalazł się w Sejmie. Był członkiem Komisji Leśnictwa i Przemysłu Drzewnego oraz Prac Ustawodawczych.
Odznaczony Krzyżem Oficerskim i Kawalerskim Orderu Odrodzenia Polski, Złotym Krzyżem Zasługi (1954) oraz Medalem „Za zasługi dla obronności kraju”. Pochowany 29 czerwca 1999 na poznańskim cmentarzu junikowskim.